# 小鯛竜也
小鯛 竜也（こだい たつや Tatsuya Kodai 1990年2月1日 - ）は、大阪府阪南市出身のプロゴルファー。クラーク記念国際高等学校卒業。所属はフリー。

## 経歴
元教師でありキャディも務める父親の薦めで、5歳の時からゴルフを始める。アマチュア時代の2004年、中学3年生の時に日本ジュニア2位の成績を残す。2007年10月1日、17歳でプロ転向。クラーク記念国際高等学校卒業。
2016年4月、ノヴィル株式会社が主催、社団法人日本ゴルフツアー機構（JGTO）が共催・主管のジャパンゴルフツアー チャレンジトーナメント 「Novil Cup 2016」でチャレンジトーナメントでは初優勝、2017年10月、朝日放送が主催、マイナビが特別協賛する「マイナビABCチャンピオンシップゴルフトーナメント2017」でツアー初優勝を飾った。
私生活では2013年に結婚、2児の父。

## プロ優勝

### 日本ツアー (1)
- 2017年  マイナビABCチャンピオンシップゴルフトーナメント2017

### その他優勝
- 2016年 ジャパンゴルフツアー チャレンジトーナメント 「Novil Cup 2016」
- 2023年 北陸オープンゴルフトーナメント2023[5]